# RENFE serie 120/121
De serie 120/121, ook bekend onder de bijnaam Sepia, is een type hogesnelheidstrein van de Spaanse spoorwegmaatschappij RENFE. De treinstellen zijn in staat om op het Spaanse hogesnelheidnetwerk te rijden, alsmede op het klassieke spoornetwerk: de treinen zijn in staat om onder 25 kV 50 Hz wisselspanning te rijden, zoals gebruikt op het hogesnelheidsnet, alsmede onder 3000 V gelijkspanning, zoals gebruikt op de geëlektrificeerde delen van het klassieke netwerk.
De treinen in de serie 120 zijn bedoeld voor langeafstandsdiensten en beschikken over rijtuigen in 2e en in 1e klas-opstelling en een bar. De serie 121 heeft enkel 2e klas-stoelen.

## Beschrijving
Een eerste bestelling voor 12 treinstellen van de serie 120 werd in 2001 gegund aan een consortium bestaande uit CAF en Alstom. Een vervolgserie voor nog eens 16 treinstellen volgde in 2004. Tegelijk volgde een bestelling voor 29 treinstellen van de serie 121. Het eerste treinstel werd in 2004 geleverd aan RENFE.
Karakteristiek voor de treinstellen is dat de assen van de treinen met behulp van een speciale installatie kunnen wisselen van spoorwijdte, tussen 1435 mm (normaalspoor, zoals gebruikt op het Spaanse HSL-netwerk) en 1668 mm (zoals gebruikt op het klassieke Spaanse spoornet). Dit kan op een snelheid van 30 kilometer per uur, waardoor er nauwelijks reistijdverlies optreedt.

## Inzet
De treinstellen van de serie 120 worden voor de volgende treindiensten gebruikt:
- Alvia Madrid-Chamartín - Santander
- Alvia Madrid-Chamartín - Bilbao-Abando
- Alvia Madrid-Chamartín - Irún
- Alvia Madrid-Chamartín - Ponferrada
- Alvia Madrid-Atocha - Huelva Término
- Alvia Barcelona-Sants - Bilbao-Abando
- Alvia Barcelona-Sants - Irún
- Torre del Oro Barcelona-Sants - Cádiz

De treinstellen van de serie 121 worden voor de volgende treindiensten gebruikt:
- Avant Barcelona-Sants - Lleida
- Avant Ourense - A Coruña
- Intercity Barcelona-Sants - Valladolid-Campo Grande
- Intercity Barcelona-Sants - Pamplona
- Intercity Madrid-Puerta de Atocha - Valencia-Joaquín Sorolla
- Intercity Madrid-Chamartín - Vigo-Guixar
- Intercity Madrid-Chamartín - León - Gijón
- Intercity Madrid-Chamartín - Ponferrada
- Media Distancia Madrid-Chamartín - Jaén